# Fall Emmely

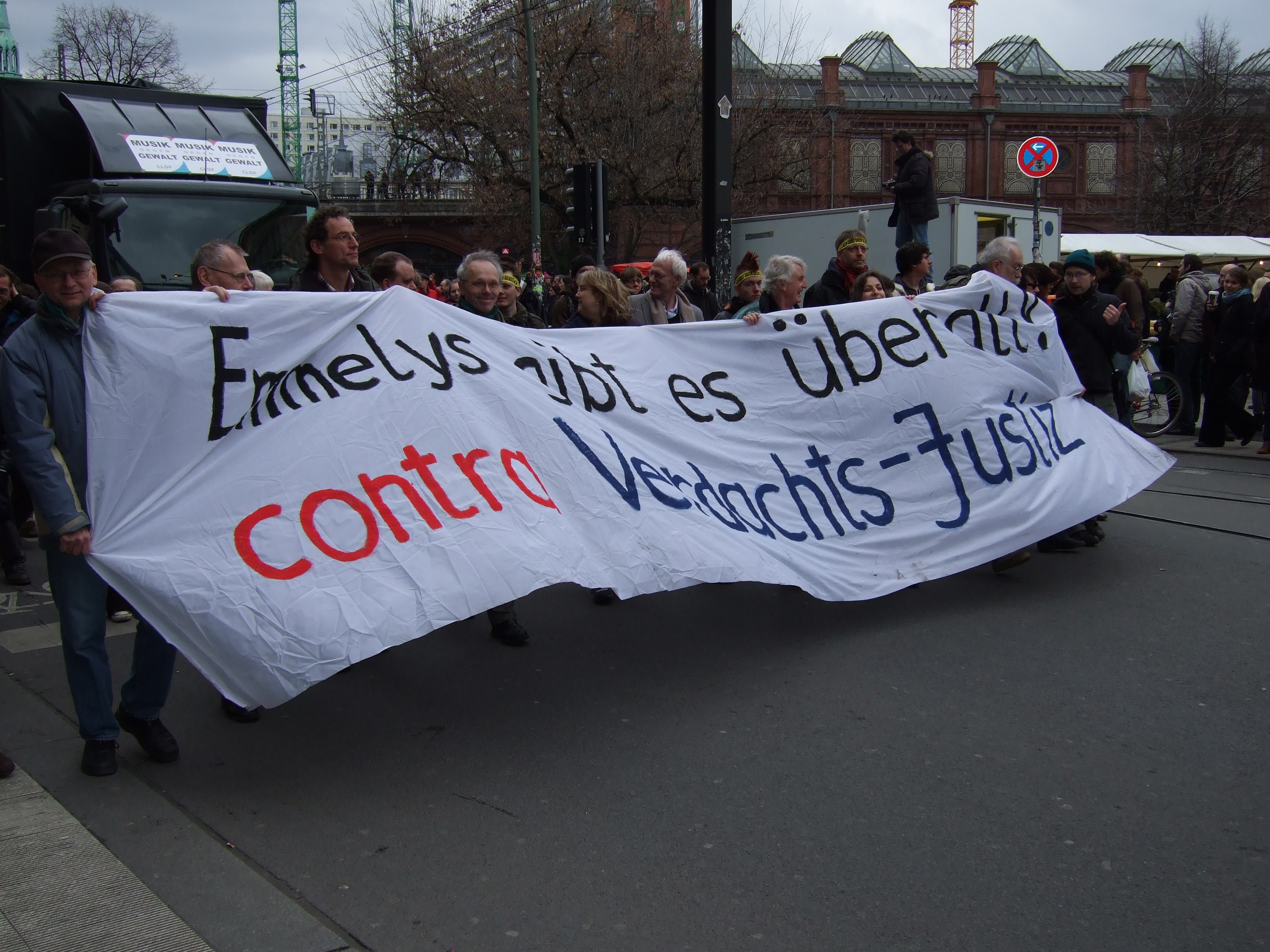
DGB-Demo am 28. März 2009 in Berlin „Wir zahlen nicht für eure Krise“ mit Emmely

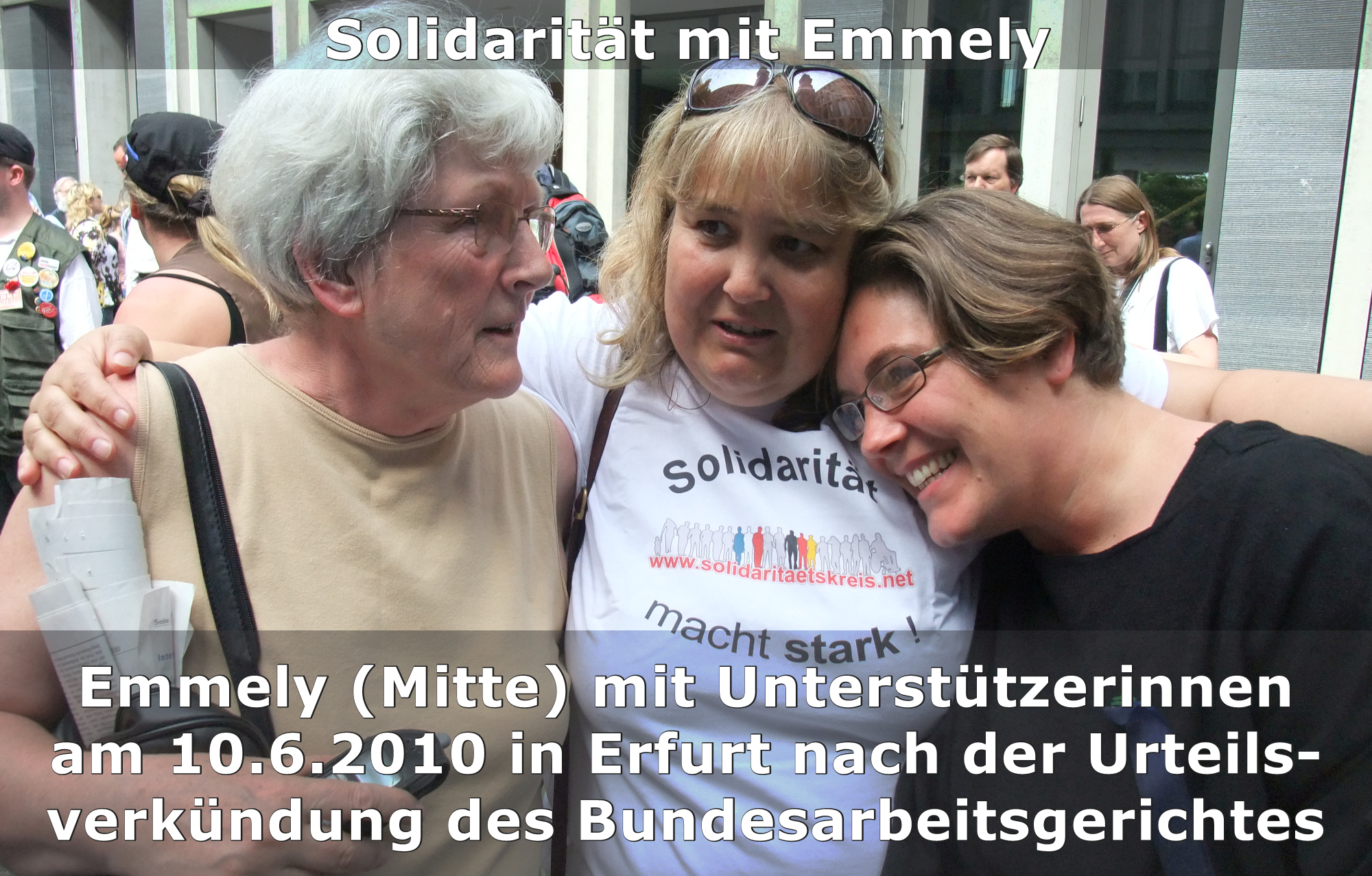
Postkarte, erschienen nach dem Urteil in Erfurt, Juni 2010

Der Fall Emmely war ein Arbeitsrechtsstreit um die fristlose Kündigung einer langjährig beschäftigten Kassiererin und aktiven Gewerkschafterin in der Supermarktkette Kaiser’s Tengelmann. Der Fall erregte 2009 bundesweit ein kontroverses Medienecho und löste eine gesellschaftliche Diskussion zu Bagatellkündigungen aus.
Der Kassiererin, die in der Öffentlichkeit oft als Emmely bezeichnet wurde und mit bürgerlichem Namen Barbara Emme (1958–2015) hieß, war vorgeworfen worden, zwei ihr nicht gehörende Leergutbons im Wert von 1,30 Euro eingelöst zu haben; ihr wurde fristlos gekündigt. Das Bundesarbeitsgericht (BAG) in Erfurt erklärte die Kündigung am 10. Juni 2010 für unverhältnismäßig und damit für unwirksam (Az. 2 AZR 541/09).

## Sachverhalt und Entscheidungen

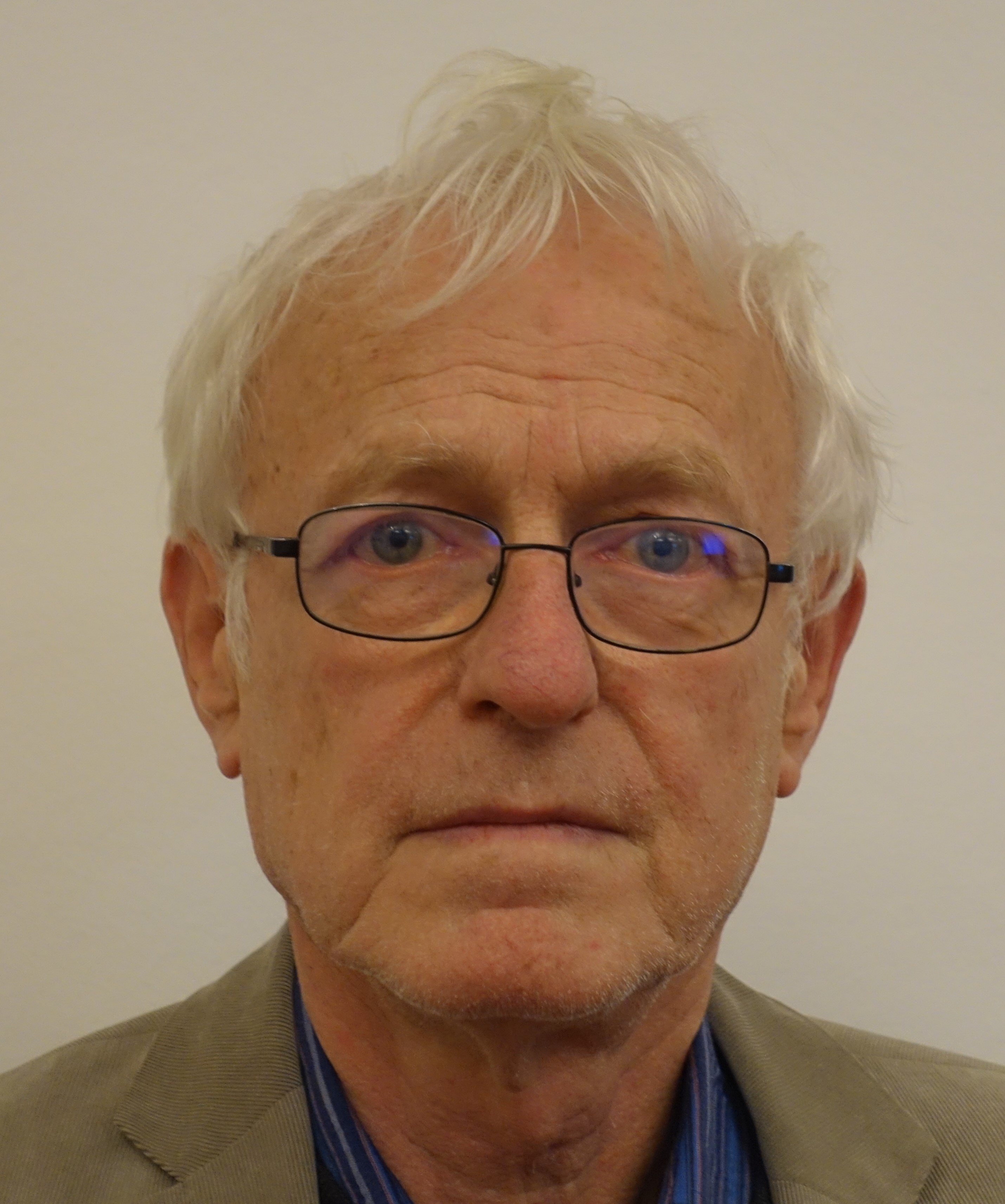
Benedikt Hopmann, Anwalt von Emmely, Dezember 2018

### Vorgeschichte
Die Kassiererin arbeitete seit 1977 im Einzelhandel. Zunächst war sie für die DDR-Handelskette HO tätig, nach der Wende arbeitete sie bis zum Zeitpunkt der Kündigung 15 Jahre lang in der Kaiser’s-Filiale im Storchenhof in Berlin-Alt-Hohenschönhausen. Die Verdachtskündigung wurde im Februar 2008 fristlos nach 31 Jahren im Arbeitsverhältnis ausgesprochen, weil die Kassiererin zwei verlorene Leergutbons im Gesamtwert von 1,30 Euro eigenmächtig eingelöst habe, die ihr vom Filialleiter bis zur Abholung durch die Eigentümer anvertraut worden seien.
Die Kassiererin, ihr Anwalt Benedikt Hopmann und die Vereinte Dienstleistungsgewerkschaft (ver.di), die ihr Rechtsschutz gewährte, vermuteten, Hintergrund der Kündigung sei die Beteiligung der Frau an Streiks im Einzelhandel Ende des Jahres 2007. Anschließend war sie nur noch zu Spätschichten eingeteilt worden; der Filialleiter schloss sie im Januar 2008 von einer Feier der Beschäftigten aus. Die Kassiererin wurde zunächst vom ver.di-Rechtsschutz vertreten. Sie beauftragte später einen eigenen Anwalt, weil der ver.di-Rechtsschutz sich gegen eine Öffentlichkeitsarbeit zum Fall ausgesprochen hatte. Die Leiterin des Fachbereichs Handel von ver.di Berlin-Brandenburg, Erika Ritter, hatte den Eindruck, Emmely werde „für politische Ziele benutzt“. Der Kassiererin wurde vorgeworfen, im Laufe des Verfahrens ihre Darstellung des Sachverhaltes geändert und Kolleginnen belastet zu haben, weshalb die Staatsanwaltschaft Berlin Ermittlungen wegen Vortäuschens einer Straftat prüfte, aber ohne Anhaltspunkte für eine Straftat abschloss.
Neben dem Rechtsstreit um die Kündigung kam es zu Auseinandersetzungen um den Inhalt des Arbeitszeugnisses. Erst etwa zwei Jahre nach der Kündigung wurde über den Inhalt des Zeugnisses eine Einigung erzielt.

### Entscheidung des Arbeitsgerichts Berlin
Gegen die Kündigung erhob die Kassiererin Kündigungsschutzklage. Das Arbeitsgericht Berlin wies die Klage im August 2008 ab. Eine Verdachtskündigung sei gerechtfertigt gewesen; das Vertrauensverhältnis sei zerrüttet. Zeugen hätten bestätigt, dass sie die Bons zu Lasten ihres Arbeitgebers eingelöst habe.

### Entscheidung des Landesarbeitsgerichts Berlin-Brandenburg
Die hiergegen eingelegte Berufung der Kassiererin blieb ohne Erfolg.
Das Landesarbeitsgericht Berlin-Brandenburg hielt es für erwiesen, dass die Klägerin bei ihrem Einkauf am 22. Januar 2008 die beiden ihr nicht gehörenden, am 12. Januar 2008 gefundenen Leergutbons im Wert von 48 Cent und 82 Cent eingelöst habe. Damit habe sie zu Lasten ihres Arbeitgebers den von ihr zu zahlenden Einkaufspreis um 1,30 Euro reduziert, ohne dazu berechtigt gewesen zu sein. Darauf angesprochen, habe sie nicht nur das Einlösen der beiden Pfandbons beharrlich geleugnet, sondern zudem mehrfach versucht, andere Mitarbeiter zu belasten und damit diese in die Gefahr einer Kündigung gebracht, ohne dass sich dies als haltbar erwiesen hätte.
Dieses Verhalten der Klägerin sei ein wichtiger Grund zur Kündigung im Sinne von § 626 BGB. Zum Einlösen der Bons sei sie unter keinem denkbaren Gesichtspunkt berechtigt gewesen. Der Marktleiter habe ihr die Bons überreicht, um abzuwarten, ob sich Kunden meldeten, andernfalls sollten sie als Fehlbons verbucht werden.
Bei Abwägung überwiege das Interesse der Beklagten an einer sofortigen Beendigung des Arbeitsverhältnisses gegenüber dem Bestandsschutzinteresse der Klägerin. Von einer Kassiererin werde eine absolute Zuverlässigkeit und Korrektheit im Umgang mit der Kasse, bei den Buchungen, mit dem Geld, Leergutbons oder sonstiger Bons erwartet; diese Verhaltensnormen seien unabdingbare Voraussetzung für die Tätigkeit einer Kassiererin. Auch die Beklagte müsse sich darauf verlassen dürfen, dass sich die bei ihr beschäftigten Kassierer, denen sie Geld und Ware anvertraue, diesbezüglich stets korrekt verhielten und es auch nicht bei kleineren Beträgen zu Unregelmäßigkeiten zu ihren Lasten kommen ließen. Infolgedessen sei es auch unzutreffend anzunehmen, Vermögensdelikte gegenüber dem Eigentum des Arbeitgebers, die nur geringwertige Sache beträfen, seien quasi tolerierbar. Der irreparable Vertrauensverlust der Beklagten mache es ihr auch unter Berücksichtigung der erheblichen Interessen der Klägerin an der Fortsetzung des Arbeitsverhältnisses unzumutbar, das Arbeitsverhältnis auch nur bis zum Ablauf der ordentlichen Kündigungsfrist fortzusetzen.
Das Urteil schrieb somit die Rechtsprechung des Bundesarbeitsgerichts von 1984 im Bienenstichfall fort, wonach auch die Entwendung einer Sache von geringem Wert geeignet sei, einen wichtigen Grund zur außerordentlichen Kündigung abzugeben. Keine Rolle spielte nach den Urteilsgründen, dass die Kassiererin sich bei ver.di engagierte und am Streik beteiligt war. Es konnte nicht nachgewiesen werden, dass der Arbeitgeber in vergleichbaren Fällen ohne Gewerkschaftszugehörigkeit anders reagiert hat oder hätte. Keine Rolle spiele die Unschuldsvermutung, da diese im Strafrecht gilt, nicht aber im Arbeitsrecht.
Das Ansehen von Kaiser’s Tengelmann erlitt nach der Verkündung des Urteils in zweiter Instanz erheblichen Schaden; den Ansehensverlust holte das Unternehmen auch nach Monaten nicht auf.

### Verfahren vor dem Bundesarbeitsgericht
Nach der Entscheidung des Landesarbeitsgerichts kündigte der Anwalt der Kassiererin an, notfalls den Europäischen Gerichtshof für Menschenrechte in Straßburg anzurufen. Wenige Tage später kündigte er an, sich im Namen seiner Mandantin an das Bundesverfassungsgericht wenden zu wollen, weil sie durch das Urteil von der Ausübung ihres Berufs abgeschnitten sei. Dies sei ein Verstoß gegen Art. 12 GG (Berufsfreiheit).
Am 28. Juli 2009 ließ der Dritte Senat des Bundesarbeitsgerichtes auf die Nichtzulassungsbeschwerde der Klägerin die Revision gegen das Urteil des Landesarbeitsgerichts zu. Grund für die Zulassung wegen grundsätzlicher Bedeutung war nicht der geringe Wert der Bon-Belege, sondern die Frage, ob das prozessuale Verhalten der Arbeitnehmerin im Kündigungsschutzprozess, das nach Zugang der Kündigungserklärung erfolgte, für das damalige Bestehen eines Kündigungsgrundes berücksichtigt werden darf.
Die Verhandlung vor dem Zweiten Senat des Bundesarbeitsgerichts fand am 10. Juni 2010 statt. In diesem letztinstanzlichen Verfahren bekam Emmely Recht. Es liege nur eine „erhebliche Pflichtwidrigkeit“ vor, und diese reiche nicht für die Kündigung. Auf die Pflichtwidrigkeit hätte vor einer fristlosen Kündigung mit einer Abmahnung reagiert werden müssen. Das in 31-jähriger Mitarbeit erworbene Vertrauen könne durch eine einmalige und geringe Verfehlung „nicht aufgezehrt“ werden.
Der Anwalt der Klägerin sprach von einem „tollen Urteil“ und erklärte: „Man kann jetzt nur hoffen, dass die Interessen der Arbeitnehmer künftig vor Gericht größeres Gewicht bekommen.“ Am 22. Juni 2010 trat sie wieder ihren Dienst als Kassiererin in einer Kaiser’s-Tengelmann-Filiale an. Für den entgangenen Lohn erhielt sie eine Nachzahlung, allerdings musste sie davon das Geld, das sie vom Jobcenter erhalten hatte, zurückzahlen. Die Wohnung, die sie wegen der Arbeitslosigkeit aufgeben musste, erhielt sie nicht zurück.

## Kontroverse um den Fall Emmely

### Diskussion in der Fachöffentlichkeit
In der juristischen Fachöffentlichkeit wurde bis zum zweitinstanzlichen Urteil davon ausgegangen, dass es sich um eine einfache Anwendung der durch die höchstrichterliche Rechtsprechung entwickelten Grundsätze zu Bagatellkündigungen handele. Problematisch sei lediglich die Reaktion der Presse. Professor Volker Rieble ging in einer Fachveröffentlichung noch einen Schritt weiter, indem er die Klägerin als notorische Lügnerin bezeichnete; „selbst vor dem vorsätzlichen Anschwärzen einer Kollegin schreckt die Straftäterin nicht zurück. Wer für diese Person eintritt, zeigt vor allem, dass es nicht um die Sache, sondern um Kampagne geht.“
Rechtsanwalt Bernd Hüpers vertrat in einer Urteilsanmerkung die Auffassung, das Landesarbeitsgericht sei entgegen dem Strafrecht davon ausgegangen, dass die Kassiererin zu Lasten des Supermarktes Diebstahl, Unterschlagung oder Betrug begangen habe. Weiter habe das Gericht eine Ausnahmekonstellation zur bundesarbeitsgerichtlichen Bienenstichfallrechtsprechung verkannt, weil weder eine Wiederholungs- noch Nachahmungsgefahr bestanden habe. Weitere Fehler sah Hüpers in belastenden Momenten, die zu Unrecht in den Abwägungsvorgang des Gerichts eingeflossen seien. So habe Emmely nicht den Kernbereich ihrer arbeitsvertraglichen Tätigkeit verletzt, auch habe man ihr hartnäckiges Leugnen im Prozess nicht gegen sie verwenden dürfen. Der Rechtsanwalt Jan Schlösser meinte, dass das Einlösen der Pfandbons – selbst wenn der Sachverhalt sich wie vom Arbeitgeber dargestellt zugetragen hätte – keine Straftat zu Lasten des Arbeitgebers gewesen sei. Lediglich eine Unterschlagung zu Lasten des Bon-Eigentümers sei denkbar.
Das Urteil rief Kritik an der herrschenden Rechtsprechung der Arbeitsgerichte bei Bagatell- und Verdachtskündigungen hervor. Der Vorsitzende einer anderen Kammer des Landesarbeitsgerichts Berlin-Brandenburg, Achim Klueß, wies in einer Veröffentlichung auf die unterschiedliche Behandlung von Vermögensdelikten in verschiedenen Zweigen der Justiz hin: Die für die Dienstverträge von Beamten, Soldaten und Geschäftsführern zuständigen Gerichtszweige orientierten sich an der Bagatellgrenze der Strafgerichte und ließen abmahnungslose Kündigungen wegen Vermögensdelikten unterhalb von 50 € nicht zu. In einem weiteren Fachartikel wandte er die Kriterien der Arbeitsgerichte auf die private Nutzung dienstlicher Mittel durch Richter und Staatsanwälte im OLG-Bezirk Nürnberg an und kontrastierte dies mit dem tatsächlichen Ausgang des Nürnberger Falls: Niemand verlor dort seinen Arbeitsplatz.  In einer weiteren Veröffentlichung setzte sich Klueß mit der auch im Urteil gegen die Kaiser’s-Kassiererin zentralen Kategorie des Vertrauens auseinander und konstatierte einen Vertrauensverlust in die Arbeitsrechtsprechung.
Beim Erfurter Forum für Arbeits- und Sozialrecht wies Rudolf Buschmann, Redakteur der Zeitschrift Arbeit und Recht (AuR), darauf hin, dass in keinem anderen Zug des Rechtssystems mit emotionalen und abwertenden Begriffen operiert werde. Nur bei Arbeitsgerichten werde von der „Uneinsichtigkeit des Arbeitnehmers“ oder von „leugnen“ gesprochen, wo alle anderen Züge des Rechtssystems es als selbstverständliches Recht der Parteien ansähen, vorgebrachte Tatsachen einfach zu bestreiten.

### Politische Kontroverse
Die Entscheidung des Landesarbeitsgerichts Berlin-Brandenburg stieß in der Öffentlichkeit auf Kritik. Wolfgang Thierse, Vizepräsident des Deutschen Bundestags, nannte es ein barbarisches Urteil von asozialer Qualität, das das Vertrauen in die Demokratie zerstören könne. Das Gericht hätte durchaus anders entscheiden können. Es hätte zum Beispiel berücksichtigen können, dass die Frau für ihr Unternehmen 31 Jahre lang Knochenarbeit geleistet hat, sagte er der Berliner Zeitung.
Die Präsidentin des Landesarbeitsgerichts Berlin-Brandenburg, Karin Aust-Dodenhoff, bezeichnete Thierses Äußerungen als untragbar. Diffamierungen der Gerichte seien geeignet, das Vertrauen der Bevölkerung in die Rechtsprechung zu beeinträchtigen und griffen in die Unabhängigkeit der Gerichte ein. Der Berliner Anwaltsverein forderte Thierses Rücktritt.
Martin Lindner, Vorsitzender der FDP-Fraktion im Berliner Abgeordnetenhaus, griff Thierses Wortwahl auf und nannte dessen Äußerung barbarisch und dümmlich. Von wissenschaftlicher Seite kritisierte Volker Rieble, dass Thierses Kritik an dem zugrunde liegenden Fall vorbei gehe und die Grundsätze der Gewaltenteilung und der richterlichen Unabhängigkeit missachte. Der Politiker und ehemalige Richter am Bundesgerichtshof, Wolfgang Neskovic, sagte, das Urteil sei  von einer unbarmherzigen Sichtweise geprägt, die die existenziellen Arbeitnehmerinteressen vollständig ausblendet.
Der Deutsche Gewerkschaftsbund sprach von einer Abstrafung einer Gewerkschafterin und bezeichnete den Tag der Urteilsverkündung als schwarzen Tag für Arbeitnehmer.
Die Soziologin Gisela Notz erklärte: Leider gibt es ganz viele Emmelys, die Ähnliches erlebt haben.  Sie kritisierte die miesen Arbeitsverhältnisse im Einzelhandel. Schikanen beträfen hauptsächlich Frauen, weil die Verkäuferinnen fast nur Frauen sind. Männer arbeiten in Lebensmittelläden höchstens als Filialleiter.
Das Schicksal der Kassiererin wurde zudem in der Predigt am Sonntag Septuagesimae 2009 in der evangelischen Kirchengemeinde Rielasingen-Worblingen angesprochen. Darin hieß es: […] so kleines Unrecht hat jeder von uns schon auf dem Kerbholz. Und deshalb gehört unsere Sympathie der armen Verkäuferin.
Bei Zeitungen, etwa bei der Berliner Morgenpost, ging nach der Berichterstattung über das zweitinstanzliche Urteil eine Vielzahl von Leserbriefen ein. Darin hieß es beispielsweise: Was durch diese fristlose Entlassung und die Gerichtsurteile losgetreten wurde, ist beeindruckend: Die meisten Menschen sind fassungslos und auch wütend darüber, dass ein Mensch aufgrund eines Verdachts dauerhaft gebrandmarkt werden muss, weil die Gesetze keinen Freiraum zulassen. In einem Brief an das Weblog der Frankfurter Rundschau schrieb eine Leserin: Da wird auf der einen Seite eine Kassiererin mit 30-jähriger Berufserfahrung wegen 1,30 Euro entlassen. Was macht man stattdessen mit den Managern und Bankern, die die gesamte Wirtschaft in die Krise gestürzt haben?
Der Publizist Henryk M. Broder führte den Fall in seiner Polemik Kritik der reinen Toleranz als Beispiel für an Gnadenlosigkeit grenzende Härte an.
Der Krimiautor Wolfgang Schorlau referierte den Fall, zusammen mit anderen Beispielen, in seinem Roman Das München-Komplott und schließt daraus: Im Sommer 2009 sah es so aus, als wollte die herrschende Klasse testen, wie weit sie es treiben könne, als solle in einem riesigen gesellschaftlichen Experiment untersucht werden, wie viel Ungerechtigkeit die Gesellschaft ertragen könne.
In der ersten Hälfte des Jahres 2010 wollten alle Oppositionsfraktionen des Deutschen Bundestages Gesetzentwürfe zur Regulierung des Kündigungsschutzes einbringen. Der Gesetzentwurf der Linksfraktion sah vor, Kündigungen in Bagatellfällen nur noch nach vorheriger Abmahnung zuzulassen, während Verdachtskündigungen generell verboten werden sollten. Der Entwurf der SPD-Fraktion sah vor, dass verhaltensbedingte Kündigungen nur noch nach vorhergehender Abmahnung möglich sein sollten. An der Verdachtskündigung sollte nicht gerüttelt werden. Die Bundestagsfraktion Bündnis 90/Die Grünen wollte ihren Entwurf nach der Verhandlung des Falls vor dem Bundesarbeitsgericht vorstellen.
Gegen eine Änderung ist etwa die Bundesvereinigung der Deutschen Arbeitgeberverbände, die auf Schäden in Höhe von etwa einer Milliarde Euro pro Jahr im Einzelhandel hinwies. Anlass waren mehrere Fälle von Kündigungen wegen Bagatelldiebstählen, die 2009 durch die Presse gingen. Der Fall Emmely war hiervon der bekannteste. Der Fraktionsvorsitzende der CDU-Fraktion im Bundestag lehnte das Vorhaben ab, da es sich um eine Einzelfallgesetzgebung handele. Auch der Vorsitzende des Bundesverbandes der Arbeitsrichter äußerte sich skeptisch, da bereits jetzt eine Einzelfallabwägung stattfinde und eine Bagatellgrenze mehr Probleme aufwerfe als löse.
Dem Vorwurf des Zwei-Klassenrechts wird entgegengehalten, dass Bagatellkündigungen wie im Fall Emmely auch leitende Angestellte betreffen können und auch ein wichtiges Instrument zur Trennung von leitenden Angestellten ohne so genannten „goldenen Handschlag“ darstellen.

## Solidaritätsaktionen
Der Weg der entlassenen Kassiererin durch die Rechtsinstanzen wurde von Solidaritätsaktionen begleitet. Gewerkschafter und politische Gruppierungen bildeten das Komitee Solidarität mit Emmely. Es gab Protestaktionen und Aufrufe zum Boykott von Kaiser’s Tengelmann.
Ein Offener Brief an den Vorstandsvorsitzenden der Kaiser’s Tengelmann AG mit der Ankündigung des Boykotts rief ihn auf: Kommen Sie zur Vernunft! Schlecker und Lidl sollten nicht Ihr Vorbild sein!
Zu den Erstunterzeichnern gehörten Axel Troost, Bodo Zeuner, Jürgen Link und Peter Conradi.
Das Solidaritätskomitee brachte eine Petition beim Petitionsausschuss des Deutschen Bundestages ein, um die breite Empörung über das Urteil gegen Emmely und die Klassenjustiz in Deutschland zu dokumentieren und die Einführung einer Bagatellgrenze bei Kündigungen zu erreichen. Sie wurde abgelehnt, da es eine Petition desselben Inhalts bereits gegeben habe.
Die deutsche Hip-Hop-Gruppe Fettes Brot veröffentlichte auf ihrem Album Teenager vom Mars im September 2015 ein Lied mit dem Namen „Emmely“, in dem sie Barbara Emme als mutig und den Konzern Kaiser’s Tengelmann als „Graue Ritter“, die hier als Antagonisten dargestellt werden, bezeichnen.

## Nachwirkung
Barbara Emme war weiterhin als Kassiererin tätig, nach der Schließung der Filiale in einer anderen in Berlin-Hohenschönhausen, in der Nähe ihres Wohnviertels. Sie wurde von Kunden um Autogramme gebeten, manche bestanden darauf, bei ihr Pfandbons einzulösen. 2011 und 2012 veröffentlichte sie mit Ko-Autoren Bücher über ihre Erfahrungen. Sie nahm an internationalen Gewerkschaftskongressen teil. 2011 flog sie zur Weltfrauenkonferenz nach Venezuela. 2014 wurde sie in den Betriebsrat gewählt.
Juristen bewerteten die Folgen des Rechtsstreits sechs Jahre nach der fristlosen Kündigung Barbara Emmes unterschiedlich. Einerseits wurde darauf verwiesen, dass es keine Bagatellkündigungen wegen eines oder zweier Euro mehr gebe, andererseits hätten Arbeitsgerichte Kündigungen wegen kleinerer Diebstähle bestätigt.
Ein ver.di-Jurist verwies darauf, dass Arbeitgeber nun neben der offiziellen Personalakte parallele Akten führten, in denen sie Abmahnungen aufbewahrten, die aus der Personalakte hätten entfernt werden müssen. Ein anderer Arbeitsrechtler berichtete, Abmahnungen würden nur noch nach Klagen von Arbeitnehmern aus der Personalakte entfernt. Zudem werde häufiger abgemahnt, um nachzuweisen, dass das Vertrauensverhältnis zu Arbeitnehmern gestört sei.
Barbara Emme, alleinerziehende Mutter von drei Kindern, starb am 16. März 2015 im Alter von 57 Jahren an Herzversagen.